# Thiện, ác, quái
Thiện, ác, quái (tiếng Hàn Quốc: 좋은 놈, 나쁜 놈, 이상한 놈, tiếng Anh: The Good, the Bad, the Weird) là một bộ phim Viễn Tây do Kim Jee-woon đạo diễn, phát hành vào ngày 24 tháng 5 năm 2008 tại Cannes.

## Nội dung
Hoang mạc Mãn Châu Quốc năm 1939, ngay trước thềm Đệ nhị thế chiến, tên sát thủ Park Chang-yi (Ác) được một ông chủ giao nhiệm vụ cướp bản đồ kho báu từ tay một sĩ quan Nhật Bản đang trên đường du lịch bằng tàu hỏa.
Tuy nhiên, Chang-yi bị tên Yoon Tae-goo (Quái) nẫng tay trên. Dù vậy, quân đội Nhật tức tốc tiến hành tàn sát hàng vạn thường dân Mãn Châu để trả đũa bọn bợm. Đồng thời, một phần thưởng vô cùng lớn được ban bố hòng tìm ra kẻ cướp.
Bấy giờ mới xuất hiện tên Park Do-won (Thiện), thợ săn tiền thưởng, nổi tiếng với đôi mắt chim ưng màu xám. Sự kiện cứ thế tiếp diễn với sự dự phần của đám bợm chợ đen và lính Nhật hòng đua nhau tìm ra cái kho báu có khả năng phục hưng Đế quốc Nhật Bản.
Sau nhiều cuộc đấu súng và rượt đuổi, quân đội Nhật, băng cướp Mãn Châu, Do-won, Chang-yi và băng nhóm của hắn đồng loạt đuổi theo Tae-goo. Quân Nhật tiêu diệt gần hết bọn cướp trong khi Do-won giết được nhiều lính Nhật. Chỉ còn lại Tae-goo, Do-won và Chang-yi đến được chỗ kho báu, nhưng phát hiện ra nó chỉ là một cái hố trống rỗng giữa hoang mạc. Cả ba rút súng bắn lẫn nhau rồi ngã gục. Chang-yi đã chết, Tae-goo và Do-won vẫn còn sống. Sau này số tiền thưởng cho việc truy nã Tae-goo đã được tăng lên, Do-won lên đường truy đuổi Tae-goo. Cảnh cuối phim là Tae-goo lái xe môtô băng qua hoang mạc để tẩu thoát.

## Diễn viên
- Jung Woo-sung vai Park Do-won (Thiện)
- Lee Byung-hun vai Park Chang-yi (Ác)
- Song Kang-ho vai Yoon Tae-goo (Quái)
- Yoon Je-moon vai Byeong-choon (trùm đảng Bàn Tay Phải)
- Ryu Seung-soo vai Man-gil (đồng bọn tên Quái)
- Song Yeong-chang vai Kim Pan-joo
- Ma Dong-seok vai Gom
- Son Byong-ho vai Seo Jae-sik
- Oh Dal-su vai Park Seo-bang
- Uhm Ji-won vai Na-yeon
- Oh Yeon-ah vai Người đàn bà Nhật trên tàu

## Kỹ thuật
Nội dung phim vốn được dàn dựng theo ý tưởng Thiện, ác, tà do Sergio Leone đạo diễn năm 1966.
Phim được quay tiểu cảnh tại Hàn Quốc và đại cảnh tại Trung Quốc vào năm 2007.

### Sản xuất
- Điều phối: Jo Hwa-seong, Park Jae-hyun
- Thiết kế: Jo Hwa-seong
- Phục trang: Choi Eui-yeong, Gweon Yu-Ji

## Hậu trường
Bộ phim được công chiếu tại Liên hoan phim Cannes 2008 và phát hành giới hạn tại Mỹ vào ngày 23 tháng 4 năm 2010, sau đó được chính phủ Đại Hàn Dân quốc đưa vào danh sách 100 tác phẩm điện ảnh phải lưu trữ cấp quốc gia vì đặc tính văn hóa - chính trị.